# Gracilicutes
A Gracilicutes (latin: gracilis, karcsú és cutis, bőr, ami a sejtfalra utal) egy Thomas Cavalier-Smith által leírt, baktériumokat tartalmazó taxon.
Ide tartozik a Proteobacteria, a Planctobacteria, a Sphingobacteria és a Spirochaetes.
Olyan Gram-negatív baktériumokat sorol a kládba, melyek a baktériumok törzsfájáról közvetlenül a külső membrán vagy tok elvesztése előtt, de az ostor (flagellum) kifejlődése után ágaztak le.

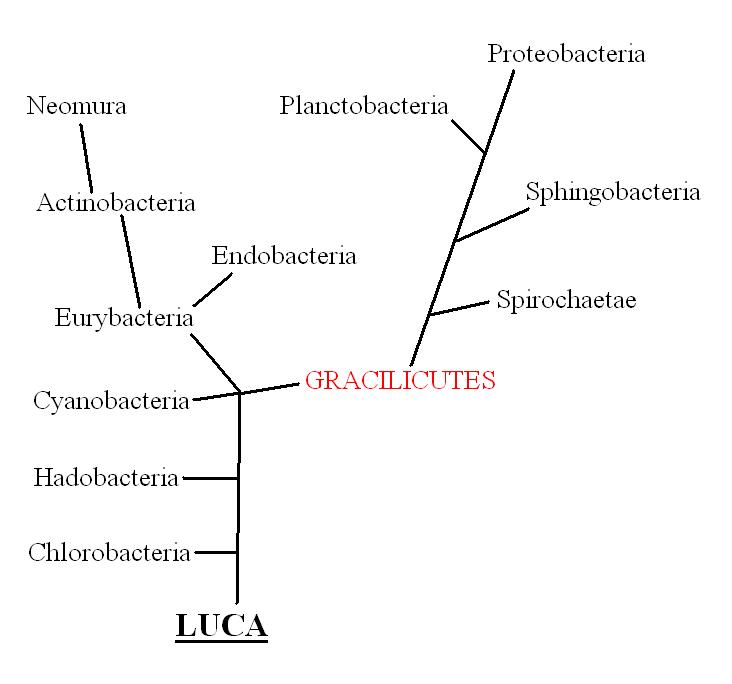
Cavalier-Smith evolúciós törzsfája, benne a Gracilicutes alcsoportjaival.

Ez a csoport más törzsfákon is monofiletikusként válik el.